# Susanna Centlivre
Susanna Centlivre (nacida Susanna Freeman, también conocida como Susanna Carroll) (bautizada noviembre de 1669 en Lincolnshire - 1 de diciembre de 1723), fue una dramaturga inglesa de la comedia de la Restauración, conocida por sus aventuras.
Quedó huérfana a los doce años; se vio obligada, por los malos tratos, a huir de la mansión donde fue criada; pasó algún tiempo en la universidad de Cambridge, vestida de hombre, en compañía de un joven estudiante. Parece que a los diecisiete años ya había enviudado dos veces.
Comenzó a actuar en papeles con calzones en Dublín y escribió obras, firmando como "Susanna Carroll", para ganarse la vida.
No tuvo gran éxito como actriz, pero su belleza llamó la atención de Joseph Centlivre, cocinero de la reina Ana de Gran Bretaña, que se casó con ella (1706) y la puso en relación con los más destacados hombres de letras como Steele o Nicholas Rowe.
En 1716 escribió The Cruel Gift con Rowe, una tragedia, y le siguió una de sus obras más conocidas, A Bold Stroke for a Wife en 1718. Al año siguiente, cayó enferma. Su última obra, The Artifice, se representó en 1722; después, siguió escribiendo poesía. 
Falleció el 1 de diciembre de 1723, siendo enterrada en la iglesia de los actores en la Iglesia de san Pablo, Covent Garden.
Sus obras cómicas tienen unas tramas extraordinarias que son casi farsas, y sus tragedias y romances normalmente presentan a un tiránico padre tory que se interpone en el camino de la felicidad.

## Obras destacadas
- The Busy-Body
- A bold stroke for a wife
- The Wonder (1714).